# Una pizca de magia
Just Add Magic (...Y Una Pizca de Magia en Latinoamérica y España) es una serie de televisión familiar estadounidense, basada en el libro de mismo nombre escrito por Cindy Callaghan. Está producido por Amazon Studios. El 14 de enero del 2016 empezó sus transmisiones con la producción de la primera temporada. Amazon renovó la serie para una segunda temporada en junio de 2016 después de que  "establecieron un récord como el fin de semana de estreno más exitoso en el Amazon Original Kids en términos de transmisiones y horas de video de EE.UU. en Amazon Prime Video." La serie se estrenó para Latinoamérica en Amazon Prime Video el 14 de diciembre del 2016.
El 17 de enero de 2020 se lanzó un spin-off titulado Just Add Magic: Mystery City.

## Reparto

### Principal
- Olivia Sanabia como Kelly Quinn.
- Abby Donnelly como Darbie O'Brien.
- Aubrey Miller como Hannah Parker-Kent.
- Judah Bellamy como Jake Williams.
- Catia Ojeda como Terri Quinn.
- Andrew Burlinson como Scott Quinn.
- Dee Wallace como Rebecca "Becky" Patterson-Quinn.
- Amy Hill como Ida Pérez "Mama P".
- Ellen Karsten como Gina Silvers.
- Aiden Lovekamp como Buddy Quinn.

### Recurrentes
- Mira Furlan Como La Viajera.
- Zach Callison como Charles "Chuck" Peizer.
- Jeremy Guskin como RJ.
- Jolie Hoang-Rappaport como Zoe.
- Felisha Terrell como Nöelle Jasper.
- Sprague Grayden como Jill/Caroline.
- Tess Paras como Erin Chua.
- Usman Ally como Arthur Morris.
- Jen Drohan como Amy.
- Laya DeLeon Hayes como Piper.

## Episodios
| Temporada | Temporada | Episodios | Episodios | Emisión Original      | Emisión Original      |
| Temporada | Temporada | Episodios | Episodios | Estreno               | Final                 |
| --------- | --------- | --------- | --------- | --------------------- | --------------------- |
|           | 1         | 13        | 13        | 14 de enero de 2016   | 14 de enero de 2016   |
|           | 2         | 26        | 13        | 14 de octubre de 2016 | 12 de enero de 2017   |
|           | 2         | 26        | 13        | 19 de enero de 2018   | 19 de enero de 2018   |
|           | 3         | 12        | 12        | 1 de febrero de 2019  | 25 de octubre de 2019 |

### Temporada 1 (2016)
| No. en Serie | No. en Temporada | Título Original Título en Español               | Director       | Escrito                                            | Emisión Original    |
| --- | ---------------- | ----------------------------------------------- | -------------- | -------------------------------------------------- | ------------------- |
| 1 | 1                | «Just Add Magic» «Una pizca de magia»           | Joe Nussbaum   | Nancy Cohen, Joanna Lewis & Kristine Songco        | 14 de enero de 2016 |
| Tres amigas, Kelly, Darbie y Hannah cocinan un pastel para la abuela de Kelly pero Buddy (hermano menor de Kelly) lo arruina así que lo persiguen hasta el ático, donde encuentran un recetario que Kelly no había visto y asume que es de la abuela y como se había arruinado el pastel que habían hecho cocinan otro pastel de ese recetario "pastel cierra el pico" sin saber que puede ocurrir, con el tiempo se dan cuenta de que tiene ciertos efectos y que no es un pastel normal, luego Darbie se lastima y prueban cocinar algo para curarla y que pueda entrar al equipo de baloncesto al final se dan cuenta de que todas las cosas que hacen tiene un efecto y lo toman como un lección para ellas. |                  |                                                 |                |                                                    |                     |
| 2 | 2                | «Just Add Brains» «Una pizca de cerebros»       | Joe Menendez   | Andrew Orenstein                                   | 14 de enero de 2016 |
| Cuando a Hannah le ponen tarea extra en la escuela, Kelly deseando saber el misterio de la abuela y Darbie con deseos de hablar mejor con la alumna de intercambio por lo que cocinan una boloñeza acelera cerebros y descubren que son inteligentes en la escuela así comienzan a hacer uso de sus habilidades al grado de que las tres son castigadas y deben trabajar en la biblioteca, Hannah se desespera y quiere irse por un conducto pero cuando trata se da cuenta de que se le acabó la inteligencia las demás prueban y también les pasa lo mismo entonces ven un anuario antiguo de la escuela y ven la foto de la abuela con dos personas más dándose cuenta de que las amigas de la abuela ya no se hablan. |                  |                                                 |                |                                                    |                     |
| 3 | 3                | «Just Add Dogs» «Una pizca de perros»           | Joe Nussbaum   | Luisa Leschin                                      | 14 de enero de 2016 |
| Contratan a Kelly para cuidar a un perro llamado cowboy durante unos días que sus dueños saldrían y le permiten que sus amigas también lleguen ya que hay una piscina, Cuando llega la hora de almorzar Kelly le prepara la comida a cowboy pero cuando se la iba a dar encuentran la puerta abierta así que piensan que el perro se salió buscan por todas partes pero no lo encuentran así que deciden cocinar un fondue stravadue para encontrarlo, pero el hechizo trae a ellas muchos objetos perdidos a lo largo de los años y comienzan a regresarlos a sus dueños hasta la Sra. Silvers encuentra algo que había buscado por años y pensó que no recuperaría, mientras tanto Mamá P. se está preparando para un viaje come un hechizo pero no puede salir de Saffron Falls. |                  |                                                 |                |                                                    |                     |
| 4 | 4                | «Just Add Mom» «Una pizca de mamá»              | Joe Nussbaum   | John-Paul Nickel                                   | 14 de enero de 2016 |
| En retrospectiva se ve cuando Mamá P. dice que no había visto el recetario como también cuando las chicas ven en el anuario a Mamá P. con el recetario en su bolsa, así que no saben por qué Mamá P no les dijo la verdad, las chicas estaban en casa de Kelly cuando oyen unos ruidos y la abuela andaba buscando algo en el ático al seguir buscando ellas lo que la abuela buscaba encuentran unas especies mágicas y ven que pueden cocinar unas trufas amarga realidad, cuando están listas Terri come una de ellas accidentalmente y Kelly se ve obligada a estar con su mamá para evitar que haga un desastre mientras que Hannah y Darbie se quedan en casa para tratar de ver como se rompe el hechizo y ellas mismas comen unas trufas y al volverse sinceras le dicen a Jake lo del recetario mágico y el se lo cuenta a Mamá P. |                  |                                                 |                |                                                    |                     |
| 5 | 5                | «Just Add Jake» «Una pizca de Jake»             | Joe Menendez   | Lauren Thompson                                    | 14 de enero de 2016 |
| Kelly va con Hannah y Darbie para decirles que no encontraba el recetario y allí se dieron cuenta de que posiblemente lo que le contaron a Jake hizo que se perdiera pero Jake dice que no lo tomo y se ofende y se va, así que ven como la única forma que Jake les crea es hacer algo mágico para demostrárselo pero como lo iban a hacer sin el recetario, pero Kelly les recuerda que hay 3 hojas que habían sido encontradas y probarían con esas, Después de que el maestro de Hannah la pusiera de líder del grupo de música para poder comprar un piano para la escuela tenía que competir don Seth y la robótica, Kelly y Darbie le dijeron que la ayudarían en su debate pero las cosas siempre les salía mal porque solo podían cocinar 3 hechizos que también usarían para convencer a Jake aunque él no es nada fácil de convencer. |                  |                                                 |                |                                                    |                     |
| 6 | 6                | «Just Add Birthdays» «Una pizca de Cumpleaños»  | Elodie Keene   | Sarah Carbiener & Erica Rosbe                      | 14 de enero de 2016 |
| Jake llevó el libro a casa de Kelly y al verlo quería hacer varias recetas pero las chicas le dijeron que la magia era seria, él les preguntó cómo escogían las recetas, le dijeron que el libro elegía las recetas algunas veces y así pasó, cuando vieron la receta era un pastel de cumpleaños y hasta ese momento se recordaron que era el cumpleaños de Darbie le pidieron a Jake que se la llevara así ellas podían prepararle una fiesta sorpresa, Jake y Darbie fueron a la cafetería a buscar donde guardaba Mamá P las especies pero siempre Darbie le daba más trabajo Mientras tanto Kelly y Hannah hacen unas galletas que accidentalmente le agregar cacao oscuro melardiano y cuando lo comen comienzan a actuar como niñas al final Darbie regresa a casa de Kelly y se alegra cuando ve que sus amigas no olvidaron su cumpleaños y pasan un día jugando juntas al final del los juegos Darbie se da cuenta de que están hechizadas y debe regresarlas a la normalidad por lo que van a tener que usar especies de Mamá P. |                  |                                                 |                |                                                    |                     |
| 7 | 7                | «Just Add Mama P» «Una pizca de Mamá P»         | Elodie Keene   | Andrew Orenstein                                   | 14 de enero de 2016 |
| Después que Mamá P las descubriera en la cafetería finalmente Mamá P les ayuda a que puedan curarse del hechizo y les hace unas galletas con cacao blanco melardiano regresando a la normalidad, ya normales le hacen muchas preguntas y Mamá P les cuenta que ella, becky y Jena eran amigas y también les habla de la viajera como ellas la llamaron, también les cuenta del recetario, luego como ellas querían saber más de la historia ayudar a la abuela y para saber si Mamá P la había hechizado, para saber si podían confiar en Mamá P hacen una menta explora mentes para poder saber lo que están pensando la abuela y demás personas entre ellas el papá de Darbie así que lo tratan de ayudar. |                  |                                                 |                |                                                    |                     |
| 8 | 8                | «Just Add Besties» «Una pizca de Trudith»       | Joe Nussbaum   | Luisa Leschin                                      | 14 de enero de 2016 |
| Mamá P le enseña a Kelly el lugar donde guarda las especies y se ofrece a ayudarle a Kelly con el aprendizaje de la magia así comienza Kelly a pasar más tiempo en la cafetería ayudando a Mamá P para poder aprender. Mientras tanto Darbie y Hannah queriendo conocer a Trudith hacer un Mantequilla de maní y jalea mejores amigos por siempre para poder acercase a ella, al final ellas se cansan de que no se pueden separar y no saben como romper el hechizo piensan que si la ayudan a terminar el libro que ella tiene pendiente de terminar el hechizo se romperá, lo hacen pero el hechizo no se rompe así que le piden ayuda a Kelly. |                  |                                                 |                |                                                    |                     |
| 9 | 9                | «Just Add Do-Overs» «Una pizca de repeticiones» | Keith Samples  | John-Paul Nickel                                   | 14 de enero de 2016 |
| Al hablar con Mamá P les cuenta a las chicas que la viajera les dio a las tres una semilla muy poderosa y ellas se dan cuenta de que se la devolvieron a la Sra. Silvers cuando devolvieron los objetos perdidos entonces se preocupan y desean quitarle la semilla a la señora Silvers así que Hannah se ofrece para recuperarla así que mientras tanto Kelly se pone a estudiar las especies, Darbie comienza a hacer un diorama, al final Buddy hace un destroso y Hannah no pudo recuperar la semilla así que deciden hacer algo que les pueda dar otra oportunidad y ven un Lenguado picante recocido al horno que regresa algunas horas del día, al final descubren que hay más personas hechizadas en Saffron Falls. |                  |                                                 |                |                                                    |                     |
| 10 | 10               | «Just Add Memories» «Una pizca de Recuerdos»    | Vanessa Parise | Lauren Thompson                                    | 14 de enero de 2016 |
| Kelly se pone a buscar más señales o algo que puede ayudar a su abuela y piensa en el último día que la vio bien, Darbie y Hannah tratan de ayudar a recordar lo que pasó ese día pero no es mucho lo que recuerdan, así que Kelly cocina una sopa de memoria fotográfica para saber que paso de pronto llega Jake que tiene un resfriado y quiere que le cocinen algo para que pueda curarse pronto pero las chicas no acceden así que Darbie se ofrece algo a la fuerza para ayudar a Jake en sus quehaceres lo cual no resulta nada fácil para Darbie que al final tiene que ayudarlo para curarse pronto, mientras tanto Hannah descubre quien es el Joven de la foto por medio de una búsqueda de imágenes y se dan cuenta de que un Sr. llamado Willy Thompson tomo la foto y decide reunirse con él para indagar y saber quien era ese Joven y por otra parte Kelly luego de haber cocinado la sopa comienza a recordar todo lo que pasó el último día que la abuela estuvo bien. |                  |                                                 |                |                                                    |                     |
| 11 | 11               | «Just Add Camping» «Una pizca de campamento»    | Keith Samples  | Sarah Carbiener & Erica Rosbe                      | 14 de enero de 2016 |
| Debido a las pistas que han encontrado las chicas deciden ir a buscar más pistas de lo que le ocurrió a la abuela yiendo al bosque cedros así que cocinan un "camino de frutos secos" para que puedan encontrar más pistas pero para que el hechizo funcione deben cada una enfrentar su mayor temor y para poder ir allá hacen un campamento de padres e hijas, al llegar al campamento comen los frutos y comienzan a ser guiadas a los lugares donde cada una de ellas debe enfrentar su mayor temor, Mientras tanto en Saffron Falls, Jake quiere vender su comida en el festival anual de Pluot pero no dejan entrar bicicletas que es el medio con el que él vende su comida los organizadores prueban la comida de Jake que les parece muy buena. |                  |                                                 |                |                                                    |                     |
| 1213 | 1213             | «Just Add Pluot» «Una pizca de pluots»          | Joe Nussbaum   | Luisa Leschin (parte 1) Andrew Orenstein (parte 2) | 14 de enero de 2016 |
| Parte 1: Parece que Kelly ha encontrado finalmente un hechizo para salvar a su abuela que lo encontró en el campamento pero los efectos secundarios son altos por lo que Hannah está muy preocupada de lo que pasaría a las personas del pueblo ya que quieren darlos en el festival de pluot pero Mamá P dice que si muchas personas participan el efecto secundario será menor ya que el efecto se dividirá entre muchas personas todo esto no le parece bien a Hannah que trata de hacer todo lo posible porque no se cocine ese hechizo casi lo consigue pero Kelly cocina un Schnitzel ponte en mis zapatos para poder seguir con todo para salvar a la abuela lo que ocasiona que Hannah discuta con Kelly y se distancien, ya por su cuenta Hannah se da cuenta de lo que parece que está pasando y trata de decírselo a Kelly pero ella no le contesta las llamadas así que le dice a Darbie encontrando un poco de apoyo así ambas tratan de ayudar pero Darbie es atrapada. Parte 2: Hannah trata de hablar nuevamente con Kelly pero no lo logra y ya que no puede encontrar a Darbie la va buscar con Jake al encontrarla Darbie les cuenta lo sucedido, Debido a que esperaban que le pasaría algo malo al pueblo la Sra. Silvers le dice a Hannah que no pueden hacer nada por detener el mal que se avecina solo queda protegerse y al buscar una receta de protección encuentran Malteada de protección con proteína hacen 4, la Señora Silvers por su lado también hace algo para protegerse solo quedando ellas bien para salvar al pueblo, sin saber que hacer buscan ayuda en el libro ya que son las únicas que pueden ayudar a Saffron Falls. |                  |                                                 |                |                                                    |                     |

### Temporada 2  (2016 - 2018)
| Parte 1 |    |                                                |                |                              |                       |
| 14 | 1  | «Just Add Halloween» «Una pizca de Halloween»  | Joe Nussbaum   | Andrew Orenstein             | 14 de octubre de 2016 |
| La abuela sale a la calle y cree ver a Chuck así que les cuenta a todas las demás excepto Mamá P. todas piensan que se está preocupando de más pero ella insiste así que deciden cocinar un hechizo que pueda ayudarles a saber si Chuck está por allí pero el ingrediente que necesitan solo se puede conseguir la noche de Halloween buscan otro hechizo para poder viajar al pasado pero no le dicen nada a la abuela de Kelly para que no se preocupe, deciden regresar al Halloween del año anterior y hacen todo lo posible por llevar el Hinojo nocturno de regreso al presente. |    |                                                |                |                              |                       |
| 15 | 2  | «Just Add Summer» «Una pizca de verano»        | Joe Nussbaum   | Luisa Leschin                | 12 de enero de 2017   |
| Con el ingrediente que las chicas consiguieron en Halloween ellas cocinan un hechizo llamado sopa miso-rpresa para que les ayude a saber si Chuck está en Saffron Falls y como también despejar las dudas de la abuela para que no este preocupada por Chuck pero aún les quedaron algunas dudas todavía prueban otro hechizo Un Sandwich de calma riña. |    |                                                |                |                              |                       |
| 16 | 3  | «Just Add Chuck» «Una pizca de Chuck»          | Joe Nussbaum   | John-Paul Nickel             | 12 de enero de 2017   |
| Las Chicas después de mucha expectativa conocen a Chuck pero aunque ellas estaban a la defensiva se dan cuenta de que Chuck no recuerda su pasado pero algunas de ellas piensan que el esta fingiendo así que harán algo que las ayude a ellas a que Chuck confíe en ellas y cocinan un Tabouli confía en mi, lo cual ellas aprobechan para decirle cosas para que pueda ser diferente. |    |                                                |                |                              |                       |
| 17 | 4  | «Just Add 1965» «Una pizca de 1965»            | Keith Samples  | Lauren Thompson              | 12 de enero de 2017   |
| Las chicas están con muchas dudas del pasado así que desiden cocinar un hechizo que les permite ver el pasado y cuando Kelly regresa a su casa su papá le dice que le agrada mucho su amigo y Kelly piensa que es Jake pero su papá se refiere a Chuck entonces Kelly se apresura porque piensa que Chuck de seguro esta planeando algo malo. |    |                                                |                |                              |                       |
| 18 | 5  | «Just Add Saphrön» «Una pizca de verdad»       | Keith Samples  | Aminta Goyel                 | 12 de enero de 2017   |
| Las Chicas están muy preocupadas porque Chuck les puede hacer algo a la familia ya desea el recetario y el papá de Kelly ve que Chuck quiere trabajar con su papá y no sabe que hacer así que cocinan una menta detectora de mentiras llamada "Menta ment lima" y hace que su papá la coma para que vea las verdaderas intenciones de Chuck pero accidentalmente también Jake la come que fue un momento antes de ir a una entrevista de trabajo, como también el papá de Darbie y que se da cuenta lo que piensa su nueva novia. |    |                                                |                |                              |                       |
| 19 | 6  | «Just Add Fixings» «Una pizca de arreglos»     | Joe Nussbaum   | Marque Franklin-Williams     | 12 de enero de 2017   |
| Las chicas ven con preocupación a Jake que le esta yendo mal con el negocio de comida así que para ayudarlo cocinan una receta para reparar cosas así pueden ver los problemas del enfriador que era el mayor problema ellas mismas se sorprenden de lo bien que saben hacer las cosas sin tener conocimientos de mecánica y así comienzan un periodo de reparar que ellas no habían esperado llegando hasta la cafetería de Mamá P. Pasando también por Chuck y Kelly puede ver algo en el que no había visto. |    |                                                |                |                              |                       |
| 20 | 7  | «Just Add 8529» «Una pizca de 8529»            | Gregory Guzik  | Zachary Panozzo              | 12 de enero de 2017   |
| Debido a que Kelly había tenido la habilidad de reparar cosas se da cuenta de que los símbolos cambian conforme se mueve así que la lleva al escondite de Chuck pero como hera invisible ella cocina un hechizo para poder verlo y descubren cuando entran que el esta haciendo su propio recetario al verlo se dan cuenta de que las recetas que tiene son las que ellas han cocinado pero Hannah se extraña que hay algunas que no han cocinado y así descubren que Kelly esta cocinando sola. |    |                                                |                |                              |                       |
| 21 | 8  | «Just Add Muscles» «Una pizca de músculos»     | Aprill Winney  | Taylor Cox & Jacquie Walters | 12 de enero de 2017   |
| Preocupadas que Chuck les esta robando sus recetas hacen un hechizo de fuerza para poder llevarse el recetario ya que estaba muy pesado para llevarlo y si tienen fuerza se lo podrán llevar, así que Kelly y Darbie comen la receta pero Darbie ve que para ella no funcionó el hechizo solo Kelly es fuerte pero conforme pasa el tiempo se dan cuenta de que la fuerza que ella tiene ahora no es física sino emocional así que Darbie con mucha seguridad ayuda a Kelly a conseguir el recetario. |    |                                                |                |                              |                       |
| 22 | 9  | «Just Add Fire» «Una pizca de fuego»           | Aprill Winney  | Matt Goldman                 | 12 de enero de 2017   |
| Como Chuck se da cuenta de que las chicas han tomado el recetario de él al encontrarlas las hechiza a todas no solo a las chicas sino que también a la señora Silvers, Mamá P. y la abuela de Kelly les dice que si no le devuelven el recetario y la semilla morbia que Mamá P. le había quitado a él pero que realmente era de Mamá P. que Chuck se la había quitado en el pasado ellas se dormirian y ya dormidas él podría quitarles las cosas. |    |                                                |                |                              |                       |
| 23 | 10 | «Just Add Meddling» «Una pizca de intromisión» | Lily Mariye    | John-Paul Nickel             | 12 de enero de 2017   |
| Hannah y Darbie se dan cuenta de que Kelly esta cocinando sola y usa demasiada mágia por lo cual ya casi no tienen especies así que cuando Kelly va a buscar en recetario encuentra que no esta por lo que se preocupa y llama a Hannah para ver si lo ha visto pero Hanna le dice que ellas se lo quitaron para poder ayudarle con su problema de usar mucha mágia, Por otro lado Chuck hace un hechizo para salir del lugar en que está atrapado y se pone en el lugar de Jake y así puede regresar a Saffron Falls. |    |                                                |                |                              |                       |
| 24 | 11 | «Just Add Secrets» «Una pizca de secretos»     | Joe Nussbaum   | Luisa Leschin                | 12 de enero de 2017   |
| Debido a que a Kelly le parece que Jake esta actuando raro cocina un hechizo para que le diga el secreto que guarda pero resulta que todos los demás comienzan a decirle sus secretos lo cual no era el plan de Kelly y cuando se acerca a Jake que es Chuck esperando oír su secreto no pasa nada ella no sabe por qué lo cual le parece más extraño aún, convence a sus amigas para que le crean pero ellas piensan que talves Jake no tiene secretos pero ella dice que todos tienen secretos pero se van a ver el libro porque también el recetario estaba actuando raro y talves Kelly podría saber que hacer. |    |                                                |                |                              |                       |
| 25 | 12 | «Just Add History» «Una pizca de historia»     | Joe Nussbaum   | Lauren Thompson              | 12 de enero de 2017   |
| Las chicas siguen descubriendo cosas de Chuck pero piensan en algo que pueden hacer para salvar a Jake así la abuela, la Sra. Silvers y Mamá P. y las chicas se ponen a pensar que pueden hacer y piensan en una "sopa sal de aquí" para poder sacar a Chuck de Jake y esperando que pueda funcionar. |    |                                                |                |                              |                       |
| 26 | 13 | «Just Add Rose» «Una pizca de Rose»            | Joe Nussbaum   | Andrew Orenstein             | 12 de enero de 2017   |
| Las Chicas no saben que hacer para ayudar a Rose el dibujo del libro pero hay algo más que quieren hacer y deben hacer salvar a Hannah de que se quede atrapada en el libro para siempre pero al tratar de pensar dejan sola a Hannah y cuando ven se ha ido ya con una idea de que hacer comienzan a buscarla y van con las antiguas guardianas del libro que son la abuela la sra. Silvers y Mamá P. pero no la encuentran y allí todas van a buscar a Hannah para que Chuck no pueda atraparla. |    |                                                |                |                              |                       |
| Parte 2 |    |                                                |                |                              |                       |
| 27 | 14 | «Just Add Fluffy» «Una pizca de Fluffy»        | Keith Samples  | Andrew Orenstein             | 19 de enero de 2018   |
| Kelly, Hannah y Darbie descubren que las especias de Mama P están destruidas. Dos meses antes, con el padre de Kelly trabajando por cuenta propia desde su casa, decide usar el ático como su oficina. Kelly mueve el libro y las especias a su mochila para que su padre no las descubra en la vieja casa de muñecas cuando limpie el ático. Más tarde, las chicas descubren que el libro de cocina y las especias desaparecen de la mochila de Kelly. Las chicas se ven envueltas en un misterio: ¿Quién robó el libro y las especias? ¿Por qué? Las chicas preparan una receta para encontrar el libro, pero Kelly termina olvidando los pedidos de los clientes en Mama P's, donde está trabajando para tratar de ganar dinero para pagar un viaje a Washington; Darbie termina olvidando sus líneas y acento cuando audiciona para la obra de teatro de la escuela; y Hannah termina perdiendo la noción del tiempo y no llega al museo, donde iba a ganar crédito extra, ya que está luchando en su nueva escuela. Se está vendiendo una caja bellamente tallada con el mismo símbolo de tenedor, cuchillo y cuchara que el libro, donde la abuela Becky trabaja por $ 450. |    |                                                |                |                              |                       |
| 28 | 15 | «Just Add RJ» «Una pizca de RJ»                | Keith Samples  | Aminta Goyel                 | 19 de enero de 2018   |
| El hombre que le dijo al padre de Kelly que la abuela Becky estaba hechizada aparece en la televisión, después de haber ganado la lotería y haber ganado en grande en las pistas. El padre de Kelly dice que no cree que sea posible, y este hombre debe haber hecho trampa. Kelly sospecha igualmente que la magia debe estar involucrada. Jake detectó y descubrió que el ganador de la lotería se fue de compras, luego fue a la tienda de comestibles y compró una mezcla de pastel genérica. Con la ayuda de Jake, las chicas hornean un pastelito y completan un cambio antes de que el hombre, RJ, pueda entregar el pastelito a su víctima prevista. Cuando las chicas llegan a casa, abren la caja de pastelitos y descubren que él usó azúcar en polvo encima del pastelito. Darbie y Kelly tocan la magdalena y terminan siendo hechizadas. Se descubre que RJ es un protector pasado, de los años '90. Iba a darle su magdalena de espelta a una chica con la que solía salir en la secundaria. |    |                                                |                |                              |                       |
| 29 | 16 | «Just Add Gumdrops» «Una pizca de gomitas»     | Adam Weissman  | Taylor Cox y Jacquie Walters | 19 de enero de 2018   |
| Después de que RJ se niega a devolver el libro, Kelly, Hannah y Darbie crean un hechizo de gomitas con un título engañoso para engañar a RJ para que abandone el libro. Tiran las gomitas pero las gomitas siguen regresando, obligando a Kelly a comerlas. Esto hace que Kelly renuncie a su interés en la magia. Cuando RJ ve el hechizo, lo cocina para conservar el libro, pero le hace abandonar el libro. Lo trae a la casa de Kelly, pero Kelly lo arroja a una pila de donaciones ya que a ella ya no le importa la magia. Después de enterarse de lo que sucedió, Hannah y Darbie rastrean el libro para volver a comprarlo. Más tarde, RJ viene a advertir a las chicas que alguien más sabe sobre la magia. Antes de proporcionar más detalles, RJ olvida lo que estaba diciendo y de repente no puede recordar nada que tenga que ver con la magia. |    |                                                |                |                              |                       |
| 30 | 17 | «Just Add Time» «Una pizca de tiempo»          | Aprilia Winney | Matt Goldman                 | 19 de enero de 2018   |
| Las chicas intentan descubrir quiénes eran los otros dos protectores del libro. La abuela Becky adquiere el viejo tráiler de Chuck y se lo da a las chicas para que puedan tener algo de privacidad, como una casa club. Las chicas toman prestado una VCR y una vieja televisión de tubo para ver algunas cintas de VHS de su escuela secundaria, Lavender Heights. Preparan un hechizo de suflé para reducir el tiempo y poder pasar las cintas de VHS de manera más eficiente. Justo cuando estaban a punto de descubrir algo, la cinta se atasca en la videograbadora. El padre de Kelly se ofrece a ayudar a arreglarlo, y mientras lo hace, las chicas limpian y arreglan el viejo remolque de Chuck. |    |                                                |                |                              |                       |
| 31 | 18 | «Just Add Telepathy» «Una pizca de telepatía»  | Aprilia Winney | John-Paul Nickel             | 19 de enero de 2018   |
| Las chicas están tratando de descubrir quién maldijo a RJ para que se olvide de la magia. Su principal sospechoso es Noelle Jasper, compañera protectora de RJ que ahora posee Saphrön. Kelly va encubierta a una entrevista como camarera en Saphrön y Darbie finge ser una cliente. Para mantenerse en contacto sin sospechas, las chicas preparan un hechizo de telepatía que les permite escuchar sus pensamientos. Darbie descubre que Noelle ha estado usando hinojo nocturno para convencer a la gente de que le guste su comida. Kelly se cuela en la despensa de Noelle y encuentra el hinojo, así como la mochila de RJ. Mientras tanto, Hannah está cubriendo a Kelly en Mama P's cuando su maestro, el Sr. Morris entra, lo que lleva a la incomodidad. Cuando Kelly regresa con las cosas que tomó de la despensa de Noelle, los protectores concluyen que Noelle debe ser quien maldijo a RJ para olvidar la magia. |    |                                                |                |                              |                       |
| 32 | 19 | «Just Add Attention» «Una pizca de atención»   | Joe Nussbaum   | Luisa Leschin                | 19 de enero de 2018   |
| Noelle se enfrenta a las chicas en Mama P's. Las chicas piensan que Noelle Jasper las está hechizando, ya que toma un trago verde mientras las mira. Parece que las chicas han perdido la capacidad de que se les presten atención, por lo que escriben una receta para prestarles atención, ¡pero su plan falla cuando la atención parece estar TODA sobre ellas! La abuela Becky descubre la caja misteriosa, pero bellamente tallada, en su tienda, que fue entregada a la tienda por alguien llamada Laura P., pero falta la llave. Ella llama a la señorita Silvers y las dos pasan por un montón de llaves con la esperanza de encontrar la que coincida para abrir la caja. Mama P está confabulando con un hombre, Adam Lever, corriendo contra la madre de Kelly para alcalde. Ella promete hundir a la madre de Kelly a cambio de un espacio prácticamente libre de alquiler en el centro comercial que planea construir, si es elegido. Noelle y Mama P se encuentran, después de horas. Hannah hace una nueva amiga en el almuerzo. Más tarde, Mama P no tiene memoria de encontrarse con Noelle, y no recuerda su despensa secreta o magia. Las chicas sospechan que Noelle es la culpable. |    |                                                |                |                              |                       |
| 33 | 20 | «Just Add Contagion» «Una pizca de contagio»   | Joe Nussbaum   | Lauren Thompson              | 19 de enero de 2018   |
| Después de que Mama P's cierra, Noelle hurga en el restaurante en busca de su hinojo nocturno. Ella cae en la despensa secreta, pero es interrumpida por Mama P que viene a abrir a la mañana siguiente. Las chicas le muestran a Mama P su despensa secreta, pero Mama P está confundida y no recuerda la magia. Ella piensa que es una broma, pero las chicas insisten en que no lo es. Se sienta a pensar, pero después de respirar profundamente, su memoria de magia se borra, una vez más. Las chicas buscan en el libro de cocina mágico para tratar de encontrar una cura para la maldición de memoria perdida de Mama P. Aterrizan en un Extracto de Magic Mac & Cheese, con la esperanza de que extraiga la maldición de la memoria puesta en ella. Mama P prueba los macarrones con queso, pero no parece liberarse de la maldición. Ella toca el brazo de Kelly. La mamá de Darbie llega a Mama P's, justo antes de Amy (la novia del padre de Darbie), y Darbie sugiere que las tres vayan juntas de compras, para disgusto de su madre y Amy. Se van juntos, claramente incómodos. Kelly parece ser más competitiva de lo habitual, eliminando un letrero de "fiebre de la palanca" del patio de alguien y reemplazándolo con el cartel de la campaña de su madre. El representante de una venta llega a Mama P's. Ella es muy amable con él, lo que sorprende a Jake, ya que parece muy fuera de lugar que ella sea tan amable. Hannah se reúne con Gina Silvers para practicar entrevistas para un puesto de profesor. El video de Jake conversa con Hannah, quien expresa que Mama P ha "perdido su ventaja". Hannah propone que partes de las personalidades de Kelly y Mama P deben haber sido extraídas y cambiadas del Mac & Cheese que hicieron. Noelle toma una foto de Kelly reemplazando los signos de fiebre de la palanca y la chantajea para robar especias de la despensa de especias de Mama P. Kelly sobornó a un servidor en el restaurante donde solía trabajar Noelle y descubrió que Noelle fue despedida. Terri descubre que Kelly estaba reemplazando los letreros de la campaña, y agarra a Kelly, lo cual la vuelve a la normalidad, pero ahora Terri ha captado la actitud competitiva de hacer lo que sea necesario. Kelly abraza a su madre y la naturaleza competitiva es absorbida por Kelly. Hannah toca rápidamente a Kelly y se la extrae. Mientras tanto, de compras, Darbie lucha por lograr que Amy y su madre se conecten. Finalmente lo hacen, cuando ambos acuerdan un atuendo que es demasiado maduro para Darbie. Deciden que quieren estar en buenos términos, por el bien de Darbie. Hannah se encuentra con Gina Silvers antes de su entrevista y la pone más nerviosa. Hannah toca a Gina y le da la ventaja de Mama P. Le va bien en su entrevista y le ofrecen el trabajo. Hannah le cuenta todo a Gina, y se dan cuenta de que tienen que volver al "Paciente Cero", también conocido como Mama P, para devolverle su personalidad. Las chicas se enfrentan a Noelle, afirmando que se niegan a darle las especias mágicas. Noelle no recuerda haberla chantajeado y también ha perdido su memoria de magia. |    |                                                |                |                              |                       |
| 34 | 21 | «Just Add Beginnings» «Una pizca de comienzos» | Vanessa Parise | Aminta Goyel                 | 19 de enero de 2018   |
| Las chicas le piden a Jake que sea su plan B, en caso de que las maldigan y también pierdan sus recuerdos de magia. Alguien ha estado tachando nombres en un libro: RJ, Noelle Jasper, Mama P, en la lista también incluyen a Becky, Gina, Kelly, Hannah y Darbie. Las chicas encuentran una receta para "Preserve a Memory Fruit Preserves" y deciden hacerla. Darbie se hace cargo, diseminando las tareas a cada una de las chicas. Las chicas dicen "magia" como el recuerdo que quieren preservar, antes de morder su tostada cubierta de conserva de arándanos. Más tarde, en la escuela, Kelly parece haber perdido el recuerdo de que ella y Darbie son mejores amigas. Hannah también parece haber perdido todos los recuerdos de su amistad con Kelly y Darbie. Jake y Darbie hablan y Jake descubre que Darbie también perdió la memoria de su amistad con Hannah y Kelly. Todos recuerdan haber hecho magia, pero creen que la cocinaron sola. La abuela Becky va a la casa de Laura P, la mujer que vendió la caja adornada a su tienda. Laura invita a Becky a hablar sobre la familia que le pidió que vendiera algunas de sus cosas. Laura le dice a Becky que la familia se mudó, después de tener una vida muy dura, queriendo una pizarra limpia. Cuando se va, Becky descubre una foto y le pregunta a Laura quién es. Becky inmediatamente llama a Kelly dejando un mensaje en su teléfono sobre una caja y una clave para la magia. Mientras tanto, Jake acude a Gina para pedirle ayuda para recuperar los recuerdos de las chicas. Descubren que para recordar la magia, las chicas tuvieron que olvidar algo, que terminó siendo su amistad. Ven una nota en el libro sobre cómo devolver sus recuerdos, volviendo a lo que comenzó todo. Gina le pide a la hermana de Hannah que recuerde la primera vez que las tres chicas se conocieron. Jake le pide a Terri la misma historia, desde su perspectiva, para descubrir cómo se conocieron todas las chicas. Jake y Gina van a ver a Mama P para preguntarle si recuerda cómo se conocieron las tres chicas. Las tres perspectivas involucraban a una chica rubia que también estaba allí. Jake y Gina le preguntan a una chica rubia que está trabajando con Kelly en Mama P's si recuerda cómo se conocieron. Ella les dice. Jake y Gina prepararon el golpe. Esa noche, Becky se encuentra con las chicas en su tráiler y su memoria de magia ha sido borrada. |    |                                                |                |                              |                       |
| 35 | 22 | «Just Add Silvers» «Una pizca de Silvers»      | Vanessa Parise | Taylor Cox y Jacquie Walters | 19 de enero de 2018   |
| Para proteger a la Sra. Silvers, las chicas preparan un hechizo para clonarla para que, si alguien lo intenta, hechice a la Sra. Silvers equivocado. Van con los clones mientras Jake vigila a la verdadera Sra. Silvers. Hannah y uno de los clones investigan la caja mágica que Becky había encontrado. La caja no parece contener nada importante, pero Hannah se da cuenta de que si se abre con la cabeza de la llave en forma de libro, muestra un contenido diferente en el interior. Encuentra una foto con una leyenda en la parte posterior que enumera a RJ, Noelle y Arthur. Concluyen que Arthur es el tercer protector y que él debe estar hechizando a los demás. La verdadera Sra. Silvers va a revisar su jardín de especias solo para encontrarlo destruido. Mientras explica lo que sucedió, pierde su memoria de magia a pesar de que no había comido nada ni se había encontrado con nadie más. Esto confirma la sospecha de las chicas de que el hechizo tiene un efecto retrasado. Más tarde, escuchan a la Sra. Silvers referirse al maestro de Hannah, el Sr. Morris, como Arthur. |    |                                                |                |                              |                       |
| 36 | 23 | «Just Add Barriers» «Una pizca de barreras»    | Keith Samples  | John-Paul Nickel             | 19 de enero de 2018   |
| Con el Sr. Morris como el principal sospechoso, Hannah se cuela en su oficina y encuentra un cuadro con los OC y las caras de los intermedios tachados mientras solo Kelly, Hannah y Darbie se fueron. Esto fortalece la sospecha de las chicas de que Arthur es el que maldice a la gente para que olvide la magia. Dado que el Sr. Morris irá a la casa de Quinn para preparar a Terri para su debate de campaña, las chicas se dan cuenta de que no tienen mucho tiempo. Cocinan un hechizo de barrera para mantener a los invitados no deseados fuera de la casa, pero desafortunadamente Arthur llega antes. La barrera también evita que alguien en la casa se vaya, haciendo que las chicas se queden atrapadas en la casa con Arthur. Cuando el gerente de campaña de Terri, Jill sugiere que Terri debe bajar la guardia en su discurso, les da a las chicas una idea para romper el hechizo. Justo después de que se rompe el hechizo, Arthur intenta salir corriendo pero las chicas lo confrontan. Para su sorpresa, Arthur revela que pensó que eran ellas la que hechizaban a la gente. |    |                                                |                |                              |                       |
| 37 | 24 | «Just Add Betrayal» «Una pizca de traición»    | Keith Samples  | Luisa Leschin                | 19 de enero de 2018   |
| El Sr. Morris le dice a las chicas que él no era un protector. Era un amigo que trató de mantener a los protectores fuera de problemas. Él revela que el tercer protector era una alborotadora llamada Caroline que usaba magia para obtener ganancias personales. Cuando Kelly usa un hechizo de trufas de verdad para obligar a Lever y a su madre a decir la verdad durante el debate, Morris acusa a las chicas de abusar de la magia, al igual que Caroline. Después de la persuasión, acepta decirles a las chicas todo lo que sabe sobre Caroline para ayudarla a detenerla. Él dice que una vez Caroline preparó un hechizo para el viernes siguiente, pero se quedó atrapada allí, lo que le hizo perder la oportunidad de audicionar para el Conservatorio Nacional de Ballet. Después de eso, ella nunca se recuperó. Ella se enojó y amargó hasta que dejó de cocinar por completo. Como había estado usando el hechizo de la coliflor camaleón para cambiar su apariencia, las chicas se dan cuenta de que Caroline podría ser cualquiera. |    |                                                |                |                              |                       |
| 38 | 25 | «Just Add Caroline» «Una pizca de Caroline»    | Joe Nussbaum   | Lauren Thompson              | 19 de enero de 2018   |
| Las chicas están nerviosas mientras intentan descubrir quién es Caroline y detenerla antes de que lastime a alguien más. Darbie y Kelly cocinan un hechizo para ayudarlos a ver y resolver pistas mientras Hannah trabaja con el Sr. Morris para descubrir cómo Caroline hechiza a las personas. Cuando el protagonista de la obra "Murder Masquerade" de Darbie se contagia de gripe, Darbie asume el papel principal. Al principio, Darbie sospecha que Amy podría ser Caroline. Mientras tanto, Kelly vuelve a escuchar el mensaje de voz de su abuela y se da cuenta de que Becky había descubierto quién era Caroline. Durante la obra, Darbie junta todas las pistas y se da cuenta de que Caroline es, de hecho, Jill, la directora de campaña de Terri. En una actuación deslumbrante, Darbie improvisa sus líneas para advertir indirectamente a Kelly y Hannah sobre Jill. Al darse cuenta de que las chicas descubrieron que es Caroline, Jill abandona el pasillo de inmediato. |    |                                                |                |                              |                       |
| 39 | 26 | «Just Add Spices» «Una pizca de especias»      | Joe Nussbaum   | Andrew Orenstein             | 19 de enero de 2018   |
| Kelly, Hannah y Darbie descubren que el hechizo de Caroline se activa cuando alguien dice la palabra "magia". No pueden cocinar un hechizo en contra porque Caroline ya ha destruido las especias de Mama P. Entonces, se conforman con un hechizo de protección de verdad. Después de traicionar a Terri y hacer que casi pierda las elecciones, Mama P. hace las cosas bien al exponer la corrupción de Lever. Terri se convierte en el alcalde de Saffron Falls. Mientras tanto, el libro de cocina lleva a las chicas a un jardín lleno de especias. Jill llega y revela que quería que la llevaran al jardín para poder destruirlo. Ella dice que está haciendo que la gente olvide la magia porque la magia arruinó su vida. Después de hechizar a las chicas, Jill se hechiza a sí misma, volviéndose a Caroline sin ningún recuerdo de magia. Afortunadamente, el hechizo de protección de las chicas funcionó y en realidad no olvidaron la magia. Cocinan un hechizo para resucitar el jardín de especias, pero dado que requiere Cedronia, entienden que tendrá un gran costo, como perder el libro de cocina por nuevos protectores. |    |                                                |                |                              |                       |

### Temporada 3 (2019)
| No. en Serie | No. en Temporada | Título Original Título en Español                                  | Director      | Escrito                      | Emisión Original      |
| --- | ---------------- | ------------------------------------------------------------------ | ------------- | ---------------------------- | --------------------- |
| 40 | 1                | «Just Add Travel Time» «Una pizca de viaje en el tiempo»           | Joe Nussbaum  | Andrew Orenstein             | 1 de febrero de 2019  |
| La abuela Becky, alrededor de 1975, llega a la cocina de las niñas, después de comer "A Guac Through Time". Ella habla con Ida (Mama P) y les pregunta a las chicas por qué finge no saber magia. Las chicas le cuentan cómo usó su morbio para eliminar los lazos mágicos entre los OC cuando comenzaron a maldecirse. Becky está furiosa consigo misma y cuando ve a la abuela Becky salir, las dos caminan una hacia la otra y ambas desaparecen, al igual que su remolque. Las chicas entran y descubren que se ha alterado toda su línea de tiempo: la abuela Becky había desaparecido cuando el padre de Kelly, Scott, era un niño. Mientras sale a caminar, Kelly descubre estatuas de piedra, todas asustadas. Ella ve una estatua de piedra de Jake y corre hacia Mama P's para hablar con Ida. Al parecer, Gina Silvers ha estado convirtiendo a las personas en piedra usando su pastel de mármol. Las chicas hacen el Guac Through Time y llegan en 1975, en busca de Becky en 1975 para intentar arreglar la línea de tiempo. |                  |                                                                    |               |                              |                       |
| 41 | 2                | «Just Add Plants» «Una pizca de plantas»                           | Jon Rosenbaum | Andrew Orenstein             | 1 de febrero de 2019  |
| Las malas hierbas comienzan a crecer en toda la ciudad. Ida ha vendido Mama P's y no se puede encontrar. Jake está decepcionado con su nuevo entorno de trabajo: el rock corporativo requería ser jugado en las instalaciones, la comida prefabricada se entregaba cada mañana en lugar de prepararse fresca en la cocina. Las chicas notan que suceden cosas extrañas, y que todos los afectados tuvieron un batido de un carrito de comida en el parque, Andy's Organic. La alcaldesa Terri le han dado obsequios de empresas de toda la ciudad. Le dan un batido gratis, luego el dueño le pide un favor con la adquisición de permisos. Ella expresa que "el alcalde no acepta sobornos", paga la bebida y se va. Las chicas llegan al carrito de comida orgánica y el dueño parece confundido por sus acusaciones de usar magia. Se van, sin darse cuenta de lo que está pasando. Las chicas descubren una maleza que crece en el jardín de Andy, luego notan que los patios y jardines de la calle también tienen plantas mágicas que crecen en ellas. Recogen la mayor cantidad posible de malezas y luego intentan hechizar a todos los que se hechizaron el día anterior. Más tarde en la tarde, notan plantas mágicas y malezas que crecen en todo el vecindario, creciendo a un ritmo alarmante. Preparan un hechizo para erradicar las plantas. Las chicas vuelven a su cosecha y notan que la menta que florece de noche se ha perdido. |                  |                                                                    |               |                              |                       |
| 42 | 3                | «Just Add Codes» «Una pizca de códigos»                            | Jon Rosenbaum | John-Paul Nickel             | 1 de febrero de 2019  |
| Ida está en una isla, de vacaciones. Se ve que la nueva jefa de Jake, Erin, habla con Ida y se descubre que Erin persigue la raíz morbia, robó la menta que florece de noche y que está devolviendo el recuerdo mágico de Ida. Ida le da una receta para cocinar un hechizo de atracción para que pueda atraer la raíz morbia. Justo cuando prueba el hechizo, un terremoto golpea la ciudad y mueve rocas para revelar una vieja puerta secreta con el nombre "Peizer" tallado en la madera, en el bosque. Las chicas piensan que esta bodega subterránea puede ser el búnker de especias oculto de Chuck. Preparan una receta para ayudarlos a encontrar la manera de entrar. Mientras tanto, Gina Silvers se encuentra con sus tarjetas de recetas mágicas en su cocina. También encuentra una nota de Becky de los años 70 que dice que no se disculpará por lo que le hizo a Gina. Gina le pregunta qué le hizo, pero Becky no puede recordar. Erin le dice a Jake que planea derribar la pared en el nuevo restaurante para agregar una entrada, la pared resulta ser la despensa de especias secreta de Ida. Gina tira sus viejas tarjetas de recetas y un libro, diciendo que no quiere vivir en el pasado. Jake conoce a la hija de Erin, Zoe. Jake acude a la alcaldesa Terri y le cuenta sobre el plan de Erin para llevar a cabo un autocine. Erin decide no agregarlo, después de todo. Las chicas entran al sótano de Chuck y descubren una entrada secreta, escondida en un sitio llano, en una parte diferente del sótano, donde creen que Chuck guardaba sus especias. Falta todo, excepto un reloj de bolsillo dorado, grabado con el símbolo de tenedor, cuchillo y cuchara. |                  |                                                                    |               |                              |                       |
| 43 | 4                | «Just Add Piper» «Una pizca de Piper»                              | April Winney  | Lauren Thompson              | 1 de febrero de 2019  |
| Piper está molesta con Darbie por arruinar su fiesta en la sala de escape. Darbie está angustiada y les dice a Kelly y Hannah que le contará a Piper sobre su magia. Kelly protesta de inmediato. Hannah es cautelosa. Kelly dice que tienen problemas más importantes que resolver, como abrir el reloj de bolsillo. Darbie se va, molesta porque no son solidarias y porque están constantemente ocupadas con la magia. Kelly y Hannah deciden cocinar sin Darbie e invitan a Piper. Darbie va a ver a Jake para hablar sobre su deseo de contarle a Piper sobre la magia, olvidando que el recuerdo de la magia de Jake todavía está borrado. Hannah y Kelly muerden su receta, justo cuando llega Piper. Kelly y Hannah se disculpan con Piper por su comportamiento en su fiesta. Piper está molesta con ellos por arruinar su fiesta y por perder su tiempo. Cuando se va, Kelly y Hannah se quedan atrapadas en Piper en lugar de que el relicario se despegue. Todas las chicas acuerdan contarle a Piper sobre la magia para que perdone a Darbie. Piper les ayuda a abrir el reloj de bolsillo. Erin tiene la bebida que quita la memoria y amenaza con quitarle la memoria mágica de Ida, lo que finalmente hace. |                  |                                                                    |               |                              |                       |
| 44 | 5                | «Just Add Rot» «Una pizca de ranciedad»                            | Joe Nussbaum  | Denise Moss                  | 1 de febrero de 2019  |
| Una manzana y un plátano frescos que Kelly toca al instante se enmohecen. Hannah y Darbie llegan a la casa de Kelly, con comida mohosa también en sus manos. Afecta los alimentos a través de guantes de cocina e incluso en horquillas. Con la ayuda de Piper, las chicas preparan una receta que le devuelve a Gina su recuerdo de magia. Excavan en la basura de Gina y Piper encuentra el cuaderno de Gina para polinizar especias. Becky y Terri van a la bodega de Chuck para ayudar a examinar el movimiento de los artefactos al museo. Allí, el equipo descubre hoy en día huellas de zapatos. Becky encuentra un arete en la tierra y descubre que pertenece a Kelly. Ella está decepcionada de su nieta. Ella la confronta y le dice que si este tipo de comportamiento continúa, le contará a sus padres sobre su desobediencia y le devolverá el pendiente. Scott está molesto con Kelly por no limpiar la cocina más temprano en el día y la castiga. Las chicas hornean pretzels que les ayudan a rastrear a un ladrón. |                  |                                                                    |               |                              |                       |
| 45 | 6                | «Just Add Tomorrow» «Una pizca de mañana»                          | April Winney  | Aminta Goyel                 | 1 de febrero de 2019  |
| Erin regresa a Ida, a quien le han devuelto su recuerdo mágico. Ella come algo que le da la capacidad de hacer un agujero en una jarra de vidrio, con solo tocarlo. Las chicas intentan conocer a Zoe, la hija de Erin, pero tienen problemas. En la escuela, la nueva amiga de Hannah, Leah, publica un video de una niña luchando por quitarse el suéter de su casillero, que grabó en el teléfono de Hannah. Hannah está molesta. A Darbie tampoco le va bien: se olvida de que es el día de la fotografía, no pasa una prueba y es detenido. Se descubre una lata de pastel robada de la exhibición histórica de la familia Peizer en el museo. Las chicas deciden hacer que el hechizo de reincidencia sea lo suficientemente fuerte como para reiniciar el día, desde la mañana, para que Hannah no le dé su teléfono a Leah, Darbie puede verse bien para el día de la foto y no fallar una prueba o obtener detención, y finalmente , para que no puedan robar el molde para pastel. Darbie usa el mismo atuendo que usa otro estudiante y también se olvidó de estudiar; Kelly le da agua a Zoe y es invitada a correr junto a ella, luego se aleja; Hannah no le da su teléfono a Leah y ahora Leah publica un meme malo en línea acerca de ser la mascota de un maestro para acosar cibernéticamente a Hannah por no dejarla grabar a la niña que lucha, más temprano en el día. Darbie distrae a Erin ante la revelación de las reliquias de Peizer. La lata de pastel permaneció segura dentro de la pantalla excepto que, cuando el reloj dio las 9 p. m., el mismo día comenzó de nuevo.                                                                                         |                  |                                                                    |               |                              |                       |
| 46 | 7                | «Just Add Perspective» «Una pizca de perspectiva»                  | Gregory Guzik | Taylor Cox y Jacquie Walters | 1 de febrero de 2019  |
| Erin cocina un hechizo para recuperar la semilla morbia del molde para pastel de Chuck. Con la ayuda de Jake, Kelly, Hannah, Darbie y Piper se escabullen en la cafetería para buscar el molde para pastel, pero no lo encuentran. Para descubrir qué está haciendo Erin con el molde para pastel, las chicas cocinan un hechizo de palomitas de maíz POV para ver desde la perspectiva de Erin. Sorprendentemente, Erin lleva la lata de pastel a la casa de los Quinn. Hannah usa el hechizo para espiar a Leah que la ha estado acosando cibernéticamente. Leah invita a Hannah a unirse a ella, pero intencionalmente le envía un mensaje de texto con la dirección equivocada. Piper y Darbie usan las palomitas de maíz en Hannah solo para encontrarla llorando. Intentan que Hannah se abra, pero la intimidación no la deja. Después de ver todas las especias mágicas en el tráiler de Kelly, Becky se preocupa por lo que Kelly está haciendo. Más tarde, mientras observan las imágenes de la cámara de seguridad de Springtown, Jake y las chicas descubren que Night Bandit es, de hecho, alguien más que finge ser Erin. |                  |                                                                    |               |                              |                       |
| 47 | 8                | «Just Add Karma» «Una pizca de karma»                              | Jason Shipman | Marque Franklin-Williams     | 1 de febrero de 2019  |
| Preocupada porque Hannah sea intimidada por Leah todo el tiempo, Darbie cocina un hechizo de karma para que cada vez que Leah haga algo malo para Hannah, a ella también le pase lo mismo. Hannah y la Sra. Silvers comienzan a sospechar y confrontan a Darbie al respecto. Darbie explica que estaba cuidando a Hannah desde que Leah la hizo llorar. Darbie y la Sra. Silvers ayudan a Hannah a darse cuenta de que siempre puede acudir a ellos. Mientras tanto, Night Bandit intenta replicar la raíz morbia pero no funciona. Ella regresa con Mama P. quien aclara que el hechizo debe ser cocinado por los tres protectores. Cuando Night Bandit dice que hará que "los otros" cocinen con ella, Mama P. se da cuenta de que Night Bandit es de hecho Kelly. Expulsada, Kelly explica que lo está haciendo para mantener el libro alejado de las manos equivocadas. Ella decide engañar a Hannah y Darbie para que cocinen el hechizo para mantener el libro para siempre mintiéndoles que desenmascararía al Bandido Nocturno. |                  |                                                                    |               |                              |                       |
| 48 | 9                | «Just Add Surprise» «Una pizca de sorpresa»                        | Gregory Guzik | Denise Moss                  | 1 de febrero de 2019  |
| Hannah y Darbie le hacen a Kelly una fiesta sorpresa de cumpleaños temprano, interfiriendo con sus planes de engañarlos para que cocinen el hechizo para mantener el libro de cocina para siempre. Para terminar la fiesta, Kelly cocina un hechizo para que sea la peor fiesta, pero se hechiza a sí misma, convirtiéndola en una fiesta interminable. Cuando Piper encuentra la semilla morbia en el tráiler, Kelly la hechiza para que olvide la magia. Al darse cuenta de que fue Kelly quien hechizó su propia fiesta, Darbie y Hannah comienzan a sospechar que Kelly podría ser el bandido nocturno que los ha estado hechizando, pero Kelly los arroja de su aroma. Sin embargo, después de la fiesta, sus temores se confirman después de descubrir que el hechizo que Kelly quiere que cocinen es una copia mal etiquetada del hechizo "Keep the Cookbook Casserole". De vuelta en la isla, Mama P. encuentra una nota que escribió para recordarse a sí misma comer el quiche para recordar la magia. Ella decide volver para advertir a Hannah y Darbie sobre Kelly. |                  |                                                                    |               |                              |                       |
| 49 | 10               | «Just Add Kelly» «Una pizca de Kelly»                              | Anne Renton   | Lauren Thompson              | 1 de febrero de 2019  |
| Después de descubrir que Kelly es el bandido nocturno, Hannah y Darbie le cuentan a la Sra. Silvers. Restauran los recuerdos de magia de Becky y ella sugiere un hechizo para entrar en la mente de Kelly para ver qué le pasa. Mamá P. regresa para advertirles sobre Kelly pero ya lo saben. Durante una pijamada en la casa de Kelly, Darbie y Hannah siguen deteniéndose para evitar cocinar. Después de que Kelly se duerme, usan el hechizo para entrar en la mente de Kelly. Encuentran que ella ha estado actuando de esa manera porque su mente fue envenenada como una desventaja cuando usó Cedronia para volver a cultivar el jardín de especias. Se dan cuenta de que el veneno ha estado alterando las perspectivas de Kelly para hacerle pensar que Hannah y Darbie no serán sus amigas sin la magia. A la mañana siguiente, Hannah y Darbie cocinan un hechizo para mostrarle a Kelly la verdad. Esto devuelve a Kelly a sí misma. Ella se disculpa pero revela que había usado un hechizo de sonambulismo para que cocinaran el hechizo. Ahora están atados al libro para siempre. |                  |                                                                    |               |                              |                       |
| 50 | 11               | «Just Add Goodbye» «Una pizca de adiós»                            | Joe Nussbaum  | John-Paul Nickel             | 1 de febrero de 2019  |
| La abuela de Kelly desaparece como un inconveniente del hechizo que Kelly, Hannah y Darbie cocinaron para hacer del libro de cocina su propiedad. Gina e Ida advierten que una vez que el hechizo se vuelva permanente, perderían a Beck para siempre. Dado que el libro es propiedad de las niñas ahora, crea automáticamente el contra hechizo que necesitan usando la receta de Jake. Sin embargo, el hechizo requiere un Parquinnien, una familia de especias de la que nunca han oído hablar. Viajan al siglo XIX para preguntarle a Chuck, pero él les dice que Parquinnien no existe. Se dan cuenta de que pueden crear Parquinnien al mezclar tres raíces de plantas mágicas. Sin embargo, tardaría quince años en crecer. Por lo tanto, viajan al futuro para obtener la planta de especias de su futuro yo. Después de romper el vínculo con el libro de cocina, borra solo partes de sus nombres en el libro, haciéndolos darse cuenta de que Parquinnien es una combinación de sus apellidos (Parker-Kent, Quinn, O'brien). nombrado después de ellos. Después de eso, Kelly, Hannah y Darbie están de acuerdo en que están listos para que el libro pase a nuevos protectores. |                  |                                                                    |               |                              |                       |
| 51 | 12               | «Just Add Magic: New Protectors» «Una pizca de nuevos protectores» | Joe Nussbaum  | Andrew Orenstein             | 25 de octubre de 2019 |
| El libro de cocina se ha trasladado a nuevos protectores: Zoe, la hija de Erin, lo encuentra mientras desempaca después de mudarse a Bay City. Desde que vio el libro con Kelly, se lo devuelve por correo. Kelly, Hannah y Darbie viajan a Bay City para ayudar a Zoe a darse cuenta de que ella es la nueva protectora y lo que eso significa. Zoe no les cree, pero cuando una tormenta de nieve amenaza con arruinar la boda de su madre, prueba el libro. Ella cocina un hechizo para calentar el clima, pero también calienta las emociones de todos, haciendo que las personas luchen sin razón. Ella se une con su nuevo hermanastro, Leo y su vecina, Ish, para cocinar un contrahechizo. Zoe, Ish y Leo se convierten en los nuevos protectores del libro. Kelly, Hannah y Darbie les enseñan sobre magia; explica que ciertos hechizos tienen desventajas. También les dan notas y cuadros sobre familias de especias. Dejan los nuevos protectores con el misterioso reloj de bolsillo de Chuck para seguir resolviendo el misterio. |                  |                                                                    |               |                              |                       |

## Producción y lanzamiento
El 4 de enero de 2018, un tráiler fue lanzado anunciando más episodios, el cual fue lanzado por Amazon el 19 de enero de 2018, como una extensión de la segunda temporada.
El 11 de enero de 2019, un tráiler fue lanzado anunciando la tercera temporada, el cual fue lanzada el 1 de febrero.
El 20 de septiembre de 2019, un anuncio dijo que "Una pizca de magia" saldría el 25 de octubre.